# 徐偉初
徐偉初（1952年5月2日—），廣東花縣人，財政學者（非財經），現為中國文化大學會計學系教授，兼任香港珠海學院商學院院長。

## 學歷
- 美國南伊利诺伊大学卡本代尔分校經濟學博士，1981年
- 加拿大阿伯達大學經濟學碩士，1977年
- 國立政治大學新聞學系學士，1974年
- 香港麗澤中學畢業

## 經歷
- 中國文化大學會計學系教授。
- 國立政治大學財政學系主任（1999年8月至2001年7月）
- 國立政治大學財政研究所客座副教授、副教授、代所長（1981年2月至1987年7月）
- 財政部賦稅改革委員會第一組主任、召集人（1987年8月至1989年7月）
- 行政院財政改革委員會委員（2001年9月至2002年12月）
- 中央財經大學財政與公共管理學院客座教授（2004年8月）
- 中國人民大學公共管理學院公共管理碩士課程（MPA）客座教授（2005年8月）
- 考試院公務人員特種考試、公務人員高等考試典試委員

徐偉初已婚，與曠湘霞育有兩女，小女兒徐愛心曾是電視劇演員。